# Госфред I (граф Ампурьяса)
Госфред I (кат. Gausfred I) (умер в 991) — последний из правителей, правивший одновременно графствами Ампурьяс и Руссильон (931—991), представитель Ампурьясской династии.
Госфред был вторым сыном графа Ампурьяса и Руссильона Госберта, однако, так как его старший брат Сунийе умер ещё ребёнком, после смерти отца в 931 году он наследовал все его владения. Его продолжительное правление было мирным, поэтому главные усилия Госфреда I были направлены на развитие и укрепление находившихся под его властью территорий.
О первых годах правления Госфреда I ничего не известно. Первый сохранившийся до наших дней документ, подписанный графом, датирован 7 июня 946 года. 24 декабря этого же года, вместе с архиепископом Нарбонны Эрменгодом, епископом Эльны Гуадалем и епископом Жероны, Госфред участвовал в освящении церкви Сан-Мартин-де-Ботисес. В последующие годы основной деятельностью графа также было покровительство находившимся в его землях церквям и монастырям. Наиболее важным из таких событий в правление Госфреда I стало его участие в 978 году в освящении основанного при его помощи большого монастыря Сан-Пере-де-Рода в Ампурьясе. В этой церемонии, кроме графа Ампурьяса и Руссильона, участвовали и многие другие каталонские сеньоры (в том числе, виконт Руссильона Орик и виконт Ампурьяса Адальберт) и церковные иерархи. Как покровитель церкви, граф Госфред особое внимание уделял находившейся на территории его владений Эльнской епархии и в 967 году содействовал в возведении на эту кафедру своего сына Сунийе.
Граф Госфред I был одним из немногочисленных каталонских владетелей X века, поддерживавших постоянные связи с королевским двором монархов Западно-Франкского государства. 8 сентября 953 года король Людовик IV Заморский дал по просьбе графа иммунную хартию монастырю Сан-Пере-де-Рода, а 9 июля 981 года король Лотарь подписал по ходатайству Госфреда ещё две хартии: одну в пользу монастыря Сан-Генис-де-Фонтанес, другую — в пользу самого графа. В последнем документе король называл Госфреда «наш очень дорогой друг» и наделял титулом «герцог». Подобная титулатура использовалась в королевских хартиях только в отношении непосредственных вассалов монархов. Это свидетельствует о том, что в это время граф Ампурьяса и Руссильона не был вассалом ни графа Тулузы, ни графа Барселоны. После пресечения в 987 году династии Каролингов и восшествия на престол Гуго Капета, Госфред I не признал его законным монархом, что нашло отражение в подписанных графом хартиях этого времени, датировка которых содержит ссылки на годы правления не короля Гуго, а одного из последних представителей Каролингов Карла Лотарингского.
Несмотря на эти достаточно тесные связи Госфреда I с королями-Каролингами, историки отмечают и относящиеся ко времени правления этого графа факты, свидетельствующие об усилении обособленности графств Испанской марки от монархов Западно-Франкского государства. В том числе, граф Госфред I был первым из каталонских владетелей, который начал чеканить собственные монеты без упоминания на них имён правивших в это время королей. Также, Госфред, возможно, был первым из графов Испанской марки, который использовал титул «граф милостью Божией».
К правлению Госфреда I относится перенесение графской резиденции из селения Рускино в Кастельон-де-Ампуриас.
В 989 году граф Госфред составил завещание, согласно которому, его владения после его смерти должны были быть разделены между его сыновьями. Точная дата кончины графа неизвестна: в хартии от 28 февраля 991 года он назван уже умершим. Предполагается, что Госфред I скончался незадолго до этой даты. После его смерти, в соответствии с завещанием, его старший сын, Уго I, получил графство Ампурьяс, а третий сын, Гислаберт I — графство Руссильон.
Госфред I был женат (не позднее 20 апреля 959) на Аве Гисле (умерла после 28 февраля 991), возможно, дочери графа Руэрга Раймунда II. Детьми от этого брака были:
- Уго I (умер в 1040) — граф Ампурьяса (991—1040)
- Сунийе Ампурьясский (умер в 978) — епископ Эльны (967—978)
- Гислаберт I (умер в 1013) — граф Руссильона (991—1013)
- Гисла